# Gordon Wasserman, Baron Wasserman

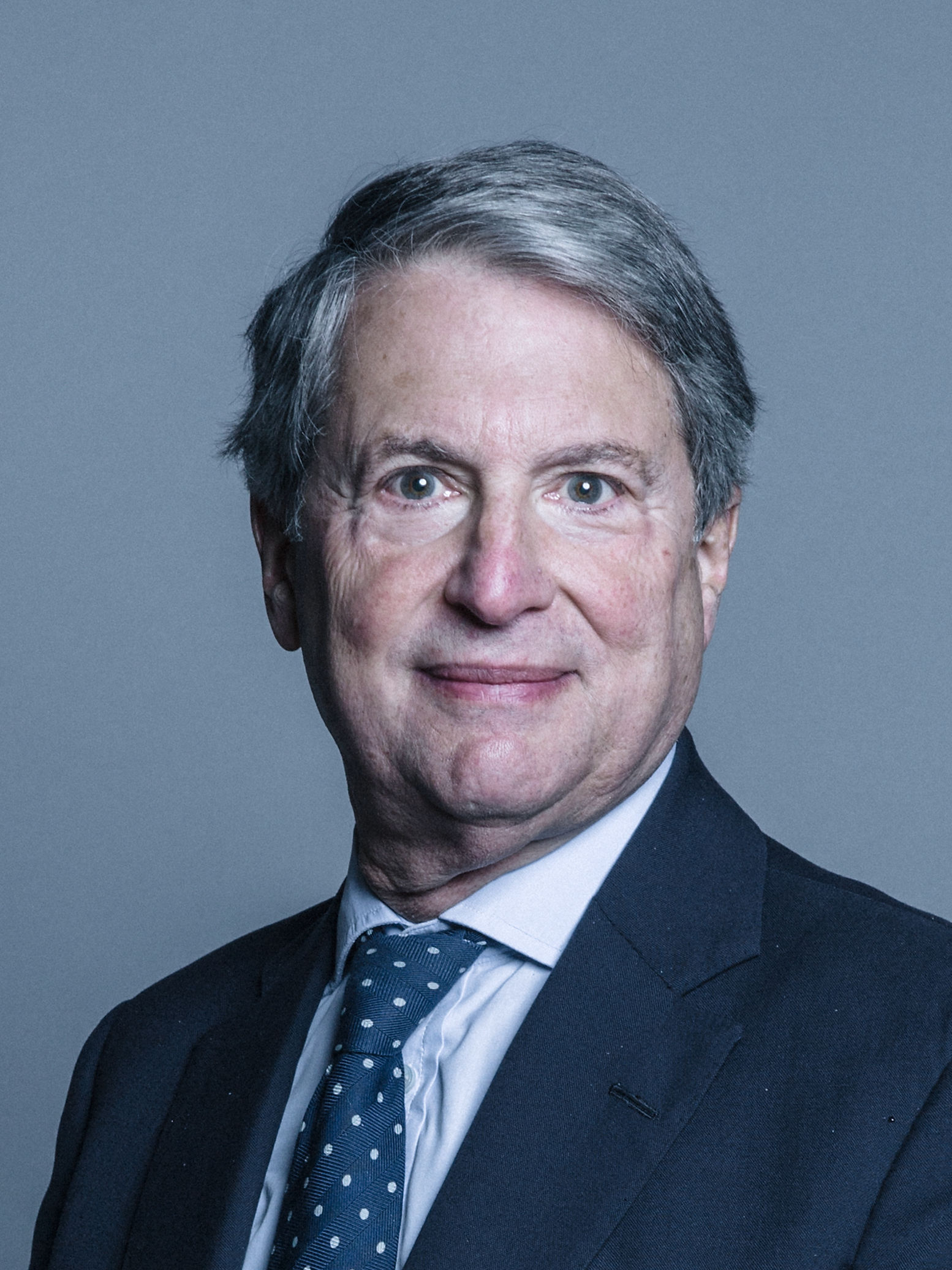
Gordon Wasserman, Baron Wasserman

Gordon Joshua Wasserman, Baron Wasserman (* 26. Juli 1938 in Montreal) ist ein britisch-kanadischer Wirtschaftsmanager, Wirtschaftswissenschaftler, Hochschullehrer und Politiker der Conservative Party, der als unabhängiger Berater für das Management des öffentlichen Dienstes arbeitete und seit 2011 als Life Peer Mitglied des House of Lords ist.

## Leben

### Studium und Regierungsbeamter
Nach dem Schulbesuch absolvierte Wasserman ein Studium der Wirtschaftswissenschaften an der McGill University in Montreal und schloss dieses Studium 1959 mit einem Bachelor of Arts ab. Anschließend absolvierte er mit Unterstützung durch ein Rhodes-Stipendium ein postgraduales Studium an der University of Oxford und beendete dieses mit einem Master of Arts (M.A.). Danach übernahm er eine Professur für Wirtschaftswissenschaften an der University of Oxford.
1967 trat er in den britischen Regierungsdienst und war zunächst Wirtschaftsberater des Innenministeriums (Home Office), ehe er 1973 Leiter der Einheit für benachteiligte Stadtgebiete des öffentlichen Dienstes (British Civil Service) wurde. Dort befasste er sich bis 1977 mit den Problemen in den britischen Innenstädten.
1981 wurde er Assistent eines Parlamentarischen Unterstaatssekretärs sowie Direktor für Sozialpolitik im Amt von Premierminister Margaret Thatcher.
Danach wurde er 1983 Assistent des Parlamentarischen Unterstaatssekretärs im Innenministerium für Fragen der Wissenschaft und Technologie der Polizei, ehe er im Mai 1995 für ein Jahr beurlaubt wurde, um im Rechtsverteidigungsfond der US-amerikanischen Vereinigung zur Förderung farbiger Menschen National Association for the Advancement of Colored People (NAACP) zu arbeiten.
Daneben war er zwischen 1994 und 2000 Vorstandsmitglied des Unternehmens SEARCH Group.

### Unternehmer und Oberhausmitglied
Aufgrund seiner langjährigen Erfahrungen in der Informations- und Sicherheitstechnologie gründete er sein eigenes Unternehmen The Gordon Wasserman Group, LLC und ist seither als international anerkannter Berater für Management und Technologie von Justiz- und Strafverfolgungsbehörden tätig.
Nachdem er seit August 1996 als Sonderberater für Wissenschaft und Technologie des Präsidenten des New York City Police Department (NYPD) gearbeitet hatte, wurde er im Oktober 1998 Sonderberater und Chef des Stabes des Polizeipräsidenten von Philadelphia. Zusätzlich war er zwischen 1996 und 2003 Berater für Strafverfolgung, Justizvollzugstechnologie und politische Bewertung des Nationalen Justizinstituts des US-Justizministeriums.
Seit November 2000 ist er Vorstandsvorsitzender des Elektronikunternehmens GE Ion Track, Inc, deren Vorstand er bereits seit Mai 2000 angehörte. Im Juni 2002 wurde er Vorsitzender eines internationalen Expertenteams, das die Arbeit des Office of Science & Technology (OS&T) des National Institute of Justice überprüfen sollte, um sicherzustellen, dass das OS&T die Anforderungen nach den Terroranschlägen am 11. September 2001 bewältigen konnte.
Zuletzt war Wasserman, der im Juli 2004 wieder Vorstandsmitglied der SEARCH Group wurde, Vorsitzender des Beratungsgremiums des Zentrums für Strafjustizwissenschaften und Technologie am Georgia Institute of Technology. Daneben war er zwischen November 2004 und August 2006 Direktoriumsmitglied des Biotechnologie-Unternehmens Orchid Cellmark Inc.
Am 11. Januar 2011 wurde er durch ein Letters Patent als Life Peer mit dem Titel Baron Wasserman, of Pimlico in the City of Westminster, in den Adelsstand erhoben. Am 13. Januar 2011 folgte seine Einführung (Introduction) als Mitglied des House of Lords.
Als solcher ist Lord Wasserman, der auch in der Privatwirtschaft als Geschäftsführer des in Berlin ansässigen Lebensmittelunternehmens Yes Please Foods GmbH tätig ist, seit 2011 Berater der Regierung von Premierminister David Cameron für Politik und Strafjustiz sowie Mitglied eines Beratungsgremiums des Home Office zur Prüfung des Aufbaus einer neuen Informationstechnologie bei der Polizei durch Privatunternehmen.